# Gaston Bussière

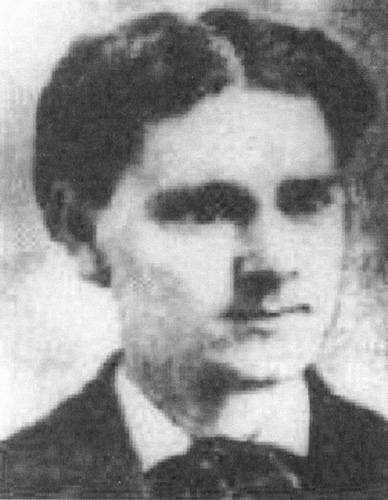
Gaston Bussière

Gaston Bussière (Cuisery, 24 april 1862 – Saulieu, 29 oktober 1928) was een Frans kunstschilder en illustrator. Hij wordt gerekend tot de stroming van het symbolisme.

## Leven en werk
Bussière ging naar de kunstacademie in Lyon en vertrok daarna naar Parijs, waar hij studeerde aan de École des Beaux-Arts, bij Alexandre Cabanel en Pierre Puvis de Chavannes. Hij liet zich vooral inspireren door de prerafaëlieten en de in die tijd opkomende Franse symbolisten, meer in het bijzonder Gustave Moreau. Veel van zijn werken hebben oude Germaanse legendes tot thema, zoals het Nibelungenlied, Tristan en Isolde, Merlijn en het Roelandslied, maar hij vond ook inspiratie bij Shakespeare en Wagner (Romeo en Julia, Ophelia, Salomé). Spraakmakend waren zijn erotische voorstellingen van nymphen en walkuren.
Bussiére maakte ook naam als boekillustrator en illustreerde onder andere Splendeurs et Miseres des Courtisanes van Honoré de Balzac, La Légende de Saint-Julien l'hospitalier, Salammbô en Herodias van Gustave Flaubert en Emaux et Camees van Theophile Gautier.
Bussière was een volgeling van Joséphin Péladan en stelde zijn werk meerdere malen tentoon in de Salon de la Rose-Croix.
Veel van zijn werk bevindt zich momenteel in het ‘musée des Ursulines’ in Mâcon.

## Galerij

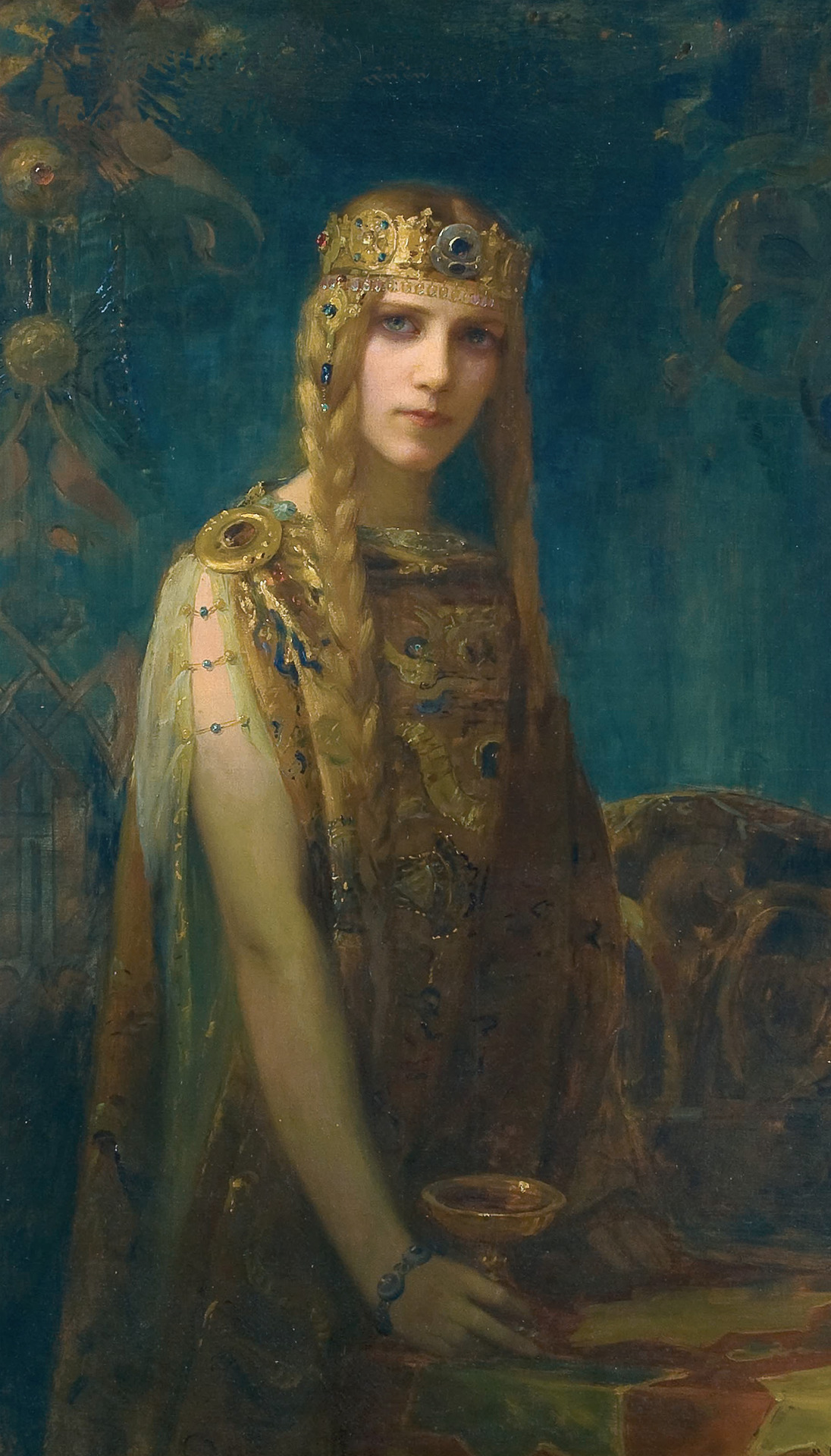
Isolde
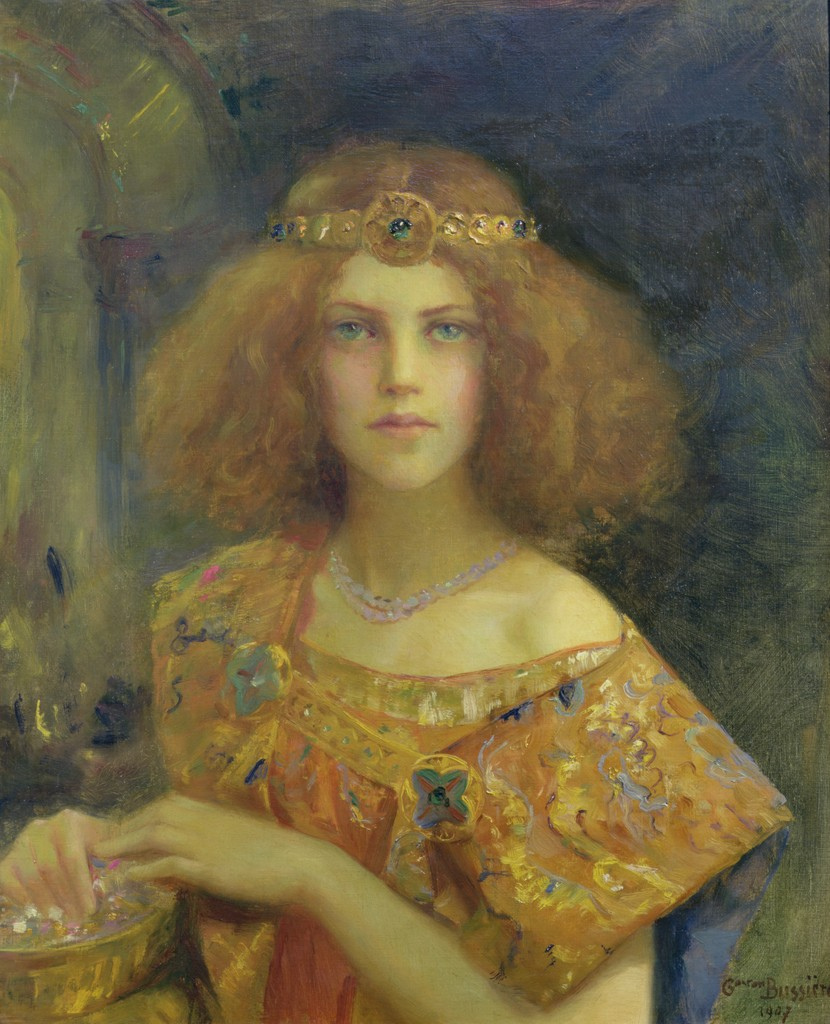
Salammbo
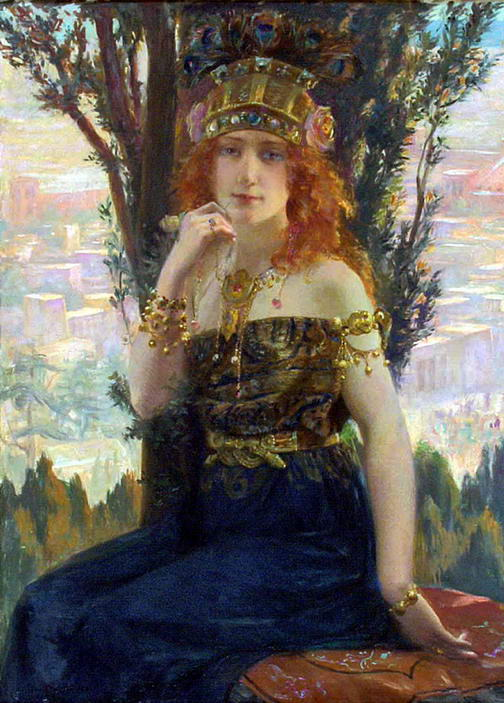
Helen of Troy
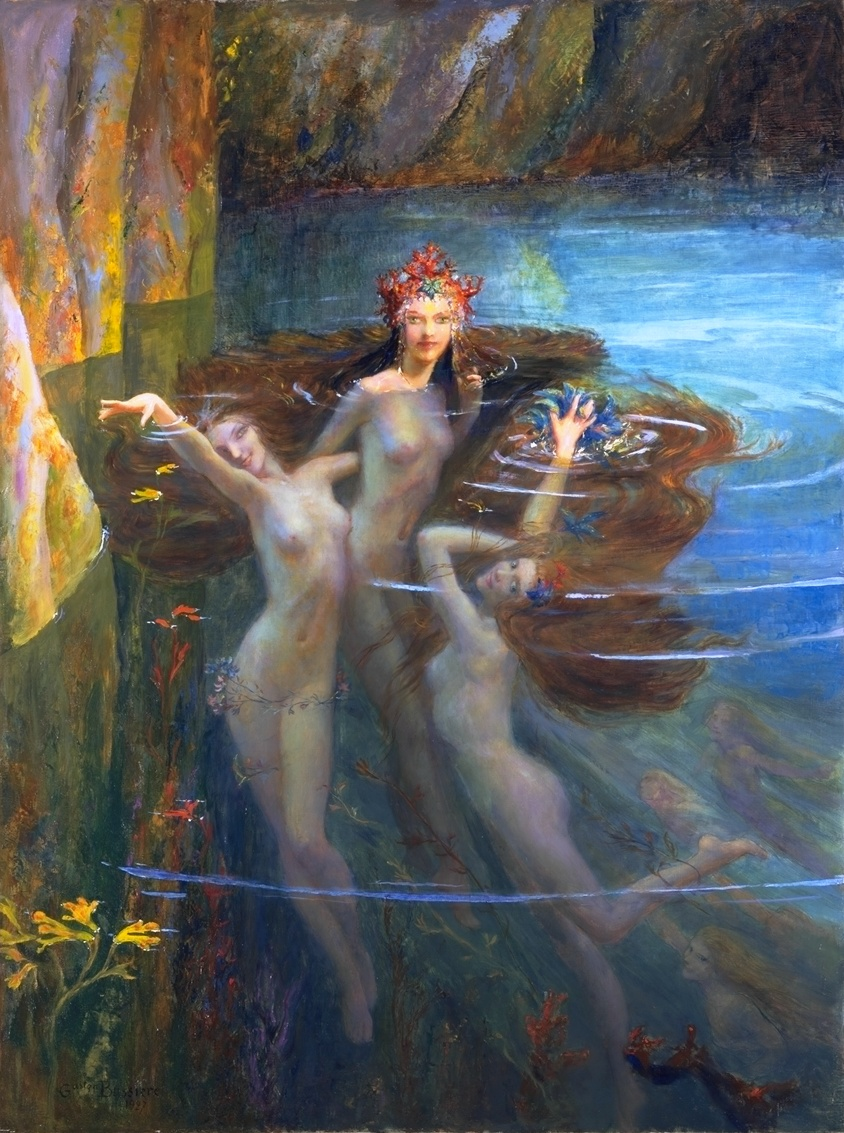
The Nereides
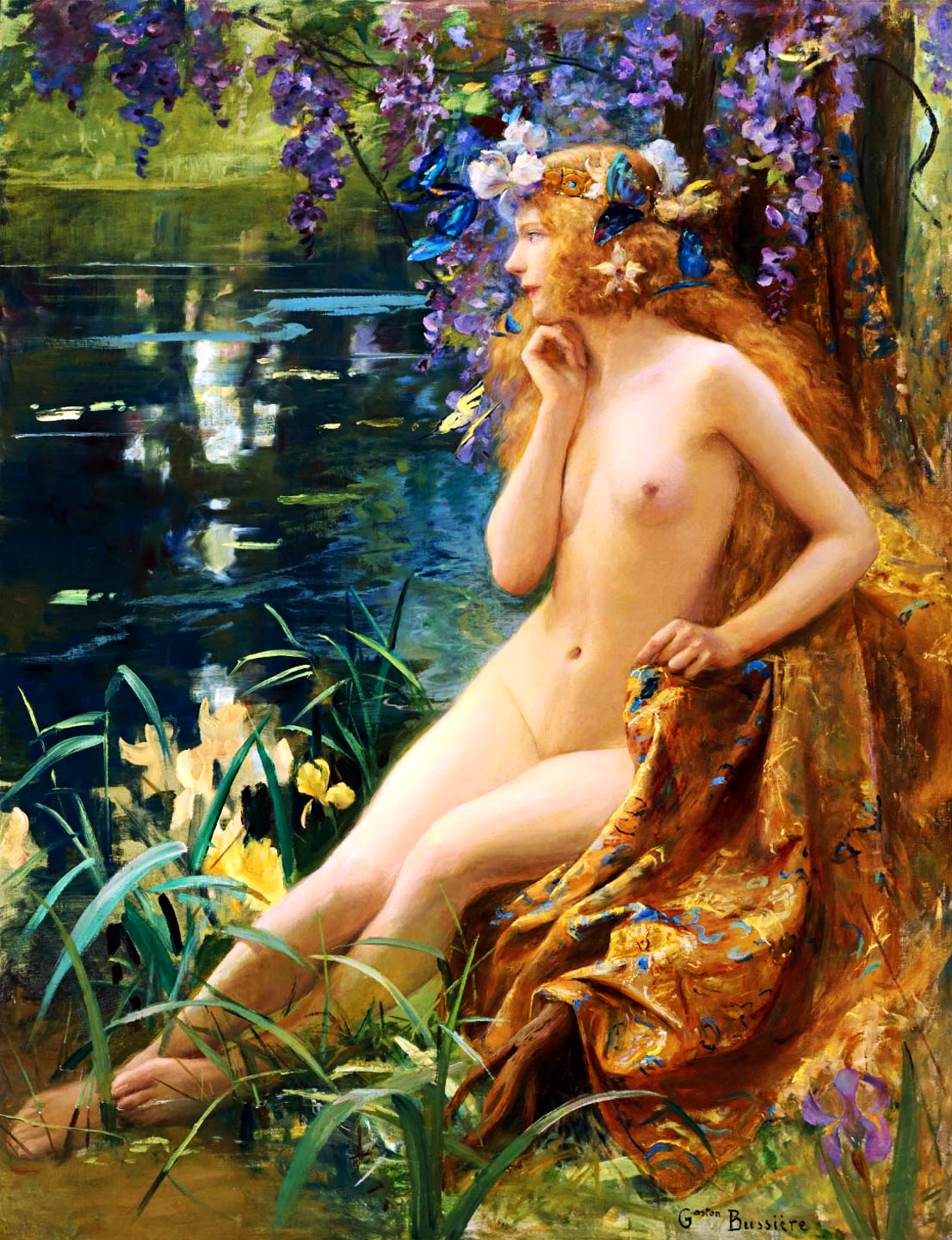
Waternimph
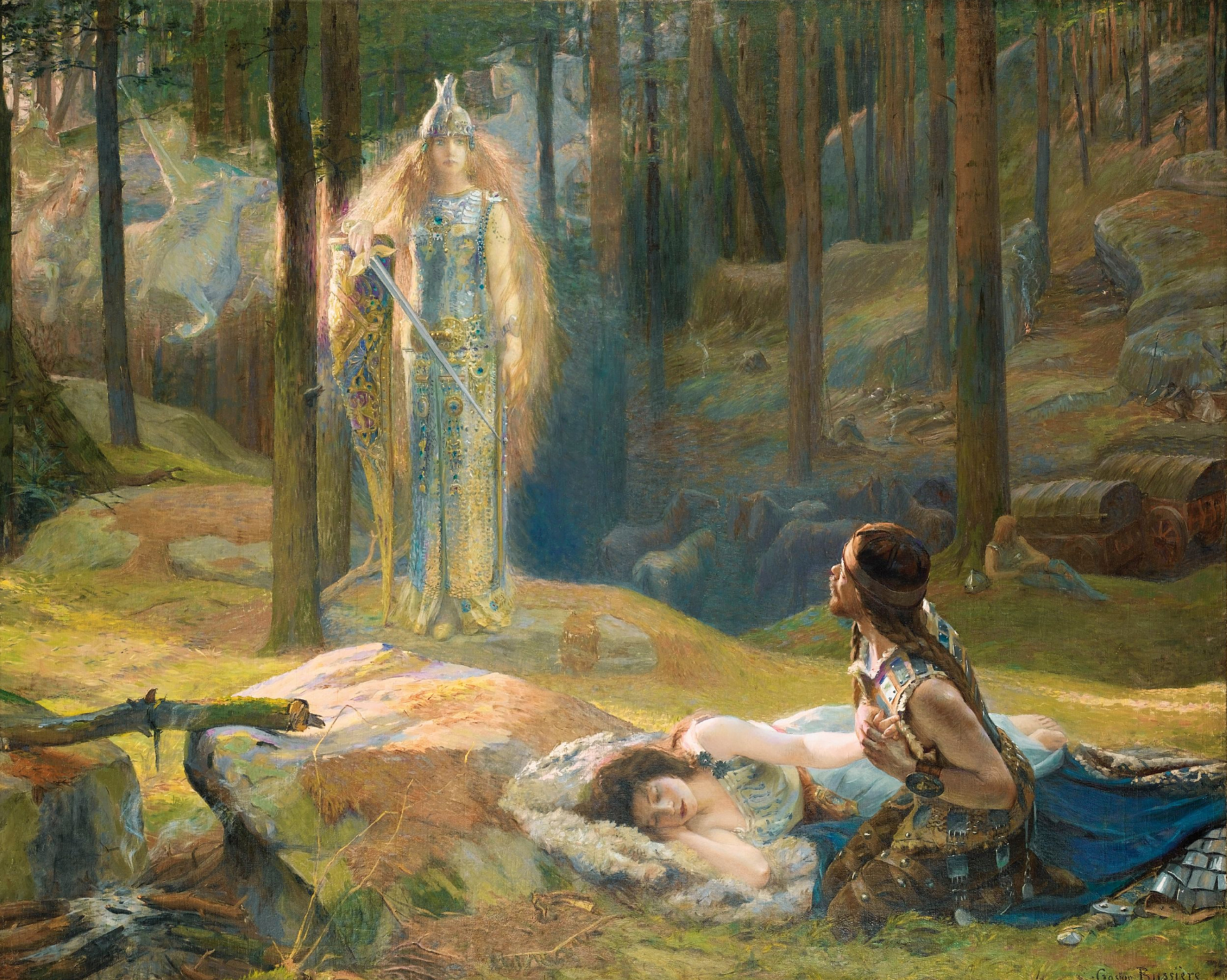
La Révélation (Brunehilde ontdekt Sieglinde en Sigmund)
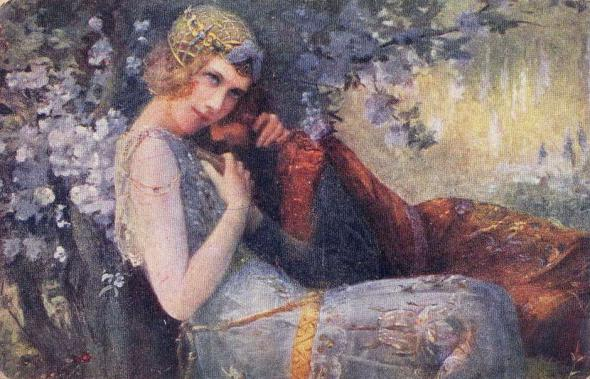
Titel onbekend
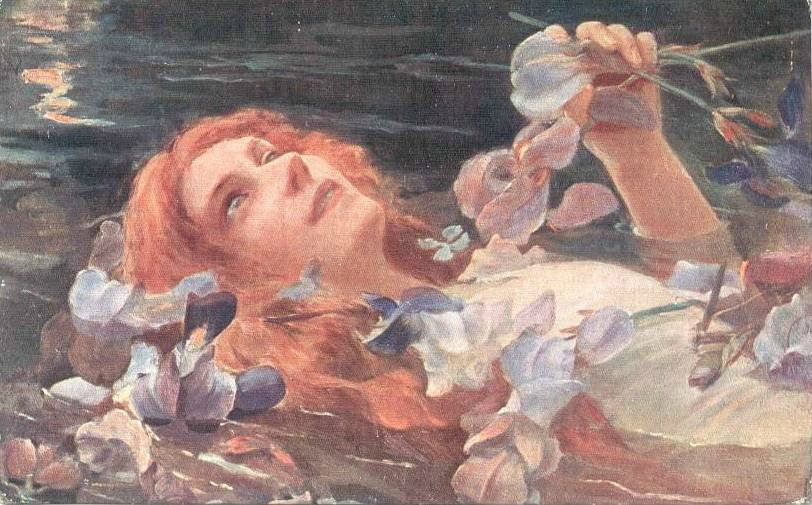
Ophelia
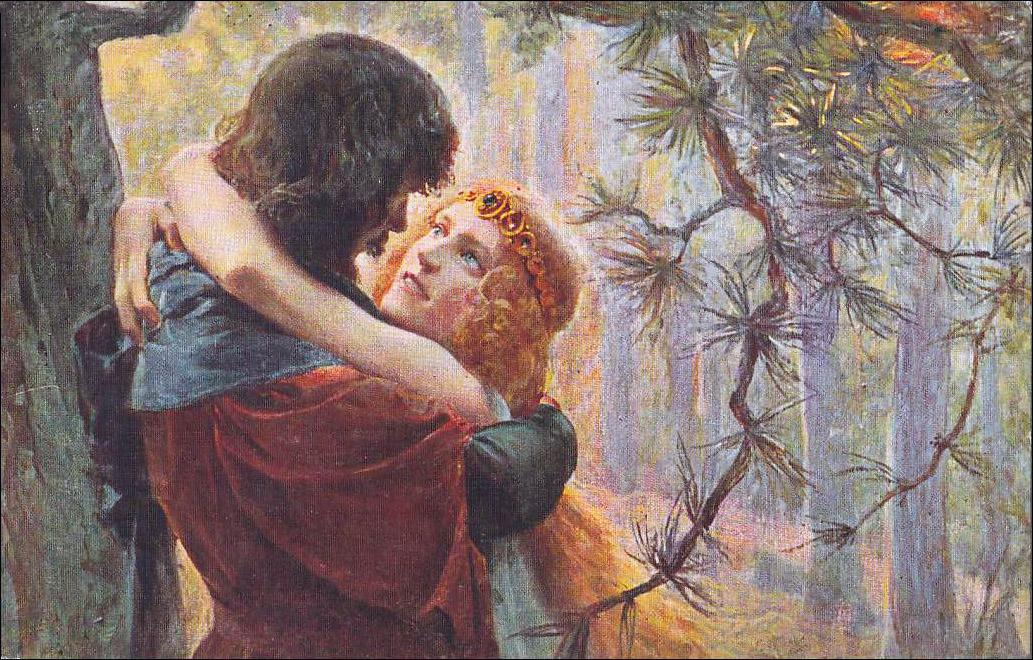
Tristan et Iseult
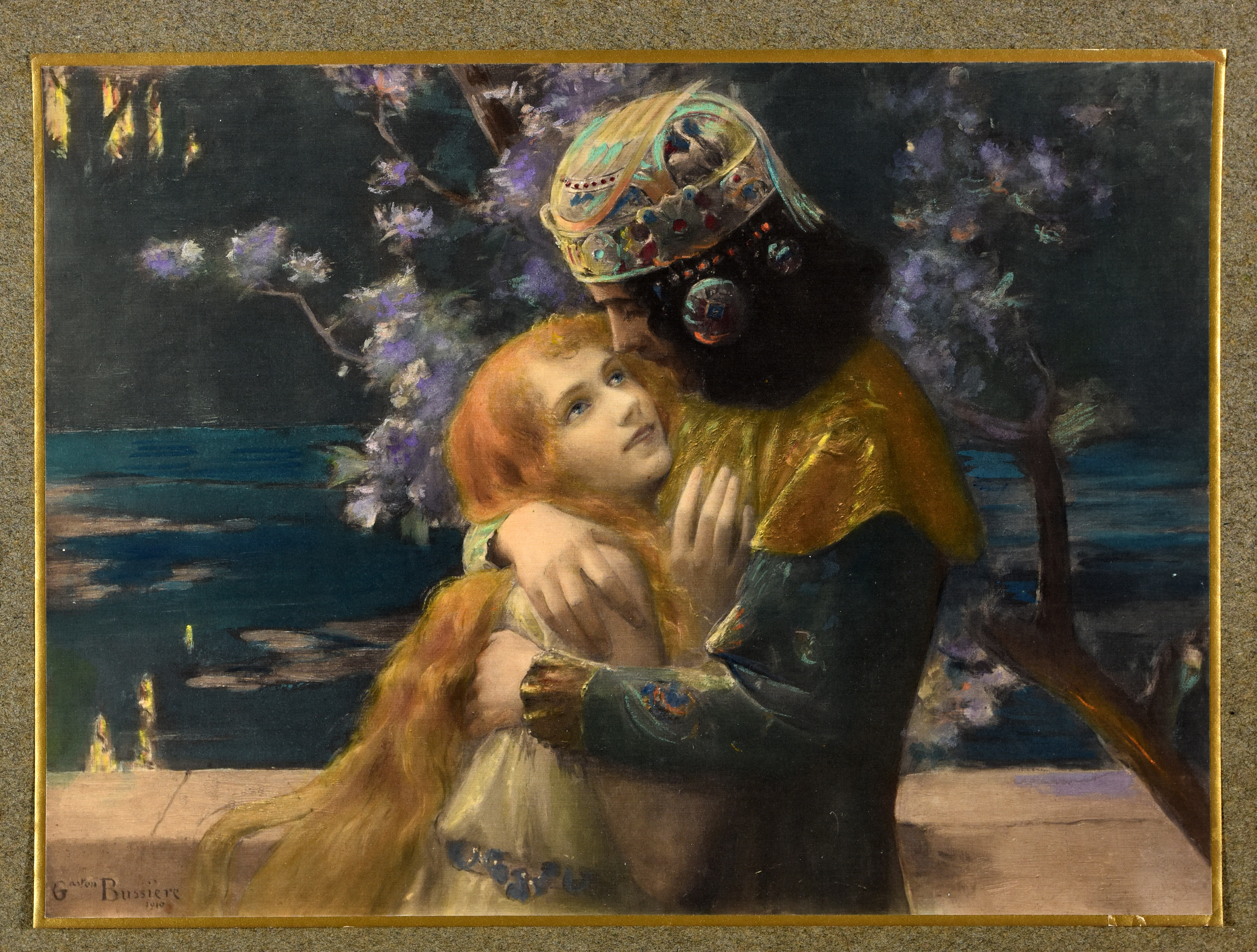
Elsa et Lohengrin